# Clitheroe
Clitheroe este un oraș în comitatul Lancashire, regiunea North West, Anglia. Orașul se află în districtul Ribble Valley a cărui reședință este.